# Horas a solas
Hours Alone (conocida en Hispanoamérica como Horas a Solas y en España como Horas a Solas) es un cortometraje mexicano de drama psicológico de 2020, escrito y dirigido por Raúl Reynoso.
El filme cuenta la historia de EL, un hombre que decide aislarse en su interior tras una serie de eventos traumáticos. Durante su tiempo a solas, enfrenta sus demonios internos y recuerdos reprimidos, mientras la soledad y la naturaleza lo llevan al borde de la cordura. La narrativa emplea un enfoque visual íntimo, con una atmósfera minimalista que intensifica el conflicto interno del protagonista. El papel principal es interpretado por Roberto Morán Colunga, quien ofrece una actuación profundamente emotiva, acompañado por la voz narrada de Alan Krishna.
Hours Alone fue filmado íntegramente en locaciones del estado de Aguascalientes, destacándose por sus paisajes rurales y el uso simbólico de la luz y el sonido para reforzar los temas de aislamiento y resiliencia emocional. La dirección de Reynoso ha sido elogiada por su capacidad para capturar emociones complejas con sutileza y precisión.
El cortometraje tuvo su estreno oficial en el Festival Internacional de Cine de Guadalajara en 2020, donde fue bien recibido por la crítica y el público. También fue seleccionado para competir en festivales internacionales como el Festival de Cine Independiente de Toronto.

## Sinopsis
Él tiene un vacío que busca llenar en lo más profundo ser, soledad, rabia, este sentimiento lo pone en la mesa para reflexionar. ¿Te sientes solo? ¿estas solo? ¿te sientes vacío? una realidad desnuda sobre cómo se encuentra su interior.

## Argumento
El conflicto central de Hours Alone gira en torno a un personaje principal que enfrenta un aislamiento autoimpuesto o circunstancial. Este aislamiento lo lleva a un viaje interno donde lidia con emociones complejas como el miedo, la culpa o el arrepentimiento. Durante este tiempo a solas, el personaje confronta recuerdos y decisiones pasadas que han moldeado su vida, mientras busca una forma de reconciliarse con su propio ser y el mundo exterior.
El viaje del personaje principal no solo explora la soledad física, sino también la emocional, destacando la importancia de la introspección para encontrar significado y redención en momentos de desconexión. En última instancia, el cortometraje reflexiona sobre cómo los desafíos internos pueden transformar a una persona y abrir la posibilidad de un nuevo comienzo.

## Reparto
- Roberto Morán Colunga como "El"
- Alan Krishna (voice spanish)
- Aidan Shearer (Voice uk)

## Premios
| Premio                                                      | Fecha                   | Categoría                                        | Nominados                | Resultado | Ref.   |
| ----------------------------------------------------------- | ----------------------- | ------------------------------------------------ | ------------------------ | --------- | ------ |
| Festival Iberoamericano de Cortometrajes ABC (FIBABC)       | 14 de diciembre de 2020 | Mejor Cortometraje Experimental                  | Horas a Solas            | Ganadora  | [ 6 ]  |
| Accord Cine Fest                                            | 4 de junio de 2021      | Mejor Cortometraje Extranjero - Mención Especial | Horas a Solas            | Ganadora  | [ 7 ]  |
| Falcon International Film Festival (FIFF)                   | 17 de junio de 2021     | Mejor Cortometraje Experimental                  | Horas a Solas            | Ganadora  | [ 8 ]  |
| International Simbolic Art Film Festival (ISAFF)            | 18 de febrero de 2021   | Mejor Fotografía                                 | Antonio González         | Ganadora  | [ 9 ]  |
| International Simbolic Art Film Festival (ISAFF)            | 18 de febrero de 2021   | Mejor Actor                                      | Roberto Moran Colunga    | Ganadora  | [ 9 ]  |
| International Simbolic Art Film Festival (ISAFF)            | 18 de febrero de 2021   | Mejor director debutante                         | Raúl Reynoso             | Nominado  | [ 9 ]  |
| Actor & Director Awards International Film Festival (ADIFF) | 26 de febrero de 2021   | Mejor director masculino (cortometraje)          | Raúl Reynoso             | Ganadora  | [ 10 ] |
| Actor & Director Awards International Film Festival (ADIFF) | 26 de febrero de 2021   | Mejor Actor                                      | Roberto Moran Colunga    | Ganadora  | [ 10 ] |
| Actor & Director Awards International Film Festival (ADIFF) | 26 de febrero de 2021   | Mejor cortometraje                               | Horas a Solas            | Nominado  | [ 10 ] |
| GIMFA - Premios Internacionales Mensuales de Cine Gralha    | 5 de mayo de 2021       | Mejor cartel de cortometraje                     | Antonio González (Zepol) | Ganadora  | [ 11 ] |
| GIMFA - Premios Internacionales Mensuales de Cine Gralha    | 5 de mayo de 2021       | Mejor Fotografía de cortometraje                 | Antonio González (Zepol) | Ganadora  | [ 11 ] |